# Девета српска бригада НОВЈ
Девета српска бригада формирана је 11. марта 1944. у Јабланици од три батаљона Зајечарског одреда и Озренског (нишког) батаљона. Зајечарски одред налазио се у Јабланици од 30. јануара 1944. Приликом поновног преласка у источну Србију, 18/19. маја, бројно стање бригаде било је око 600 бораца.
Бригада је привукла пажњу немачких, недићевских и четничких снага, па је била принуђена на практично свакодневне борбе.
20. маја 1944. погинуо је њен први командант Василије Ђуровић Жарки, а за новог команданта постављен је његов заменик Јован Кецман Чеда, који је водио бригаду до краја рата.
Приликом формирања 23. дивизије НОВЈ бригада је, заједно са 7. и 14. српском, ушла у њен састав. У саставу дивизије, постигла је велики успех у борбама на Буковику четници су имали преко 200 мртвих и рањених, а око 50 заробљених. Губици јединица 23. дивизије били су такође велики: 43 погинула и 63 теже и лакше рањена борца. То је био један од кључних пораза ЈВуО источној Србији.
Средином августа бригада је у саставу дивизије ослободила Сокобањску котлину. Стабилна слободна територија омогућила је успостављање бољих веза. Одатле су први пут тешки рањеници пребачени на лечење у Италију савезничким авионима са писте код села Ресника на прилазима Сокобањи. Бригада је примила значајну количину опреме, оружја и муниције.
У саставу Дивизије бригада је учествовала у борбама за Зајечар 6-10. септембра против Немаца и четника. Четрдесетодневне борбе са немачком борбеном групом Штетнер окончане су пред Београдом 19. октобра.
30. октобра бригада је у саставу дивизије заузела положај на Краљевачком мостобрану, учествујући наредних месеци у борбама против пробоја Армисјке групе Е.
Према ратним извештајима, бригада је почетком октобра 1944. бројала 1.542 борца, а почетком децембра 4223. Секција бораца Бригаде прикупила је за издање спомен-књиге имена и биографске податке 4200 бораца који су се борили у саставу бригаде.
Према прикупљеним подацима, 4.959 бораца ратовало је у саставу бригаде, а 825 бораца бригаде погинуло је у борбама.
Указом Председника ФНРЈ од 22. децембра 1961. одликована је Орденом заслуга за народ са златном звездом.

## Штаб Девете српске бригаде
| Команданти                    | ЂУРОВИЋ Василије Жарки КЕЦМАН Јован Чеда                                                       | 11. март 1944.-20. мај 1944. 22. мај 1944. -15. мај 1945.                                                                           |
| Заменици команданта           | КЕЦМАН Јован Чеда КОСТИЋ Живорад Моравац ЈОВАНОВИЋ Петроније Пера ВЕЉИЋ Љубо                   | 11. март 1944.-22. мај 1944. 20. јун 1944.- 1. септембар 1944. 1. септембар 1944. -2. новембар 1944. 1. јануар 1945.-12. март 1945. |
| Политички комесари            | ГЛИГОРИЈЕВИЋ Душан Саша ТОШОВИЋ Недељко Фоча ГРБАЦ Карло                                       | 11. март 1944.-1. октобар 1944. 4. октобар 1944. - 20. фебруар 1945. 18. март 1945. -15. мај 1945.                                  |
| Помоћници политичког комесара | СТЕВАНОВИЋ Драгољуб Милинко ВРАНЕШ Момчило Гавра ЛЕКОВИЋ Лука                                  | 11. март 1944.-1. октобар 1944. - 20. фебруар 1945. 18. март 1945. -15. мај 1945.                                                   |
| Начелници штаба               | МИЛИЋ Вукашин Вуја ПРЕДИЋ Јован Јон ЛАБУС Јован                                                | 11. март 1944.-19. март 1944. 19. март 1944. -12. март 1945. 18. март 1945. -15. мај 1945.                                          |
| Интенданти                    | СТАНКОВИЋ Марјан Пироћанац БЛАГОЈЕВИЋ Миленко Мија СТОЈАНОВИЋ Миленко Мија ОПСЕНИЦА Вујо Тесла | 11. март 1944. - 20. октобар 1944. - 20. мај 1945.                                                                                  |
| Референти санитета            | МИЉКОВИЋ Владимир Мирослав СУБОТИЋ Милка СТЕФАНОВИЋ Врбан СТОЈАНОВИЋ Олга Нада                 | 11. март 1944.- 1. септембар 1944.- 2. децембар 1944. -15. мај 1945.                                                                |
| Обавештајни официри           | ГЛИГОРИЈЕВИЋ Живота Влаја ШЕВО Миле ПАЈОВИЋ Лазар                                              | 1. септембар 1944.-2. децембар 1945. -15. мај 1945.                                                                                 |